# Leonid Kulik
Leonid Alekséievich Kulik (del ruso: Леонид Алексеевич Кулик) (Tartu, 19 de agosto de 1883 - 24 de abril de 1942) fue un mineralogista ruso, famoso por sus investigaciones sobre meteoritos.
Particularmente importantes fueron sus trabajos sobre el evento de Tunguska.
Fue educado en el Instituto Universitario Forestal de San Petersburgo y en la Universidad Estatal de Kazán. Sirvió en el ejército ruso durante la guerra ruso-japonesa, luego pasó un tiempo en prisión por sus actividades político- revolucionarias. Participó con el ejército ruso en la Primera Guerra Mundial.
Terminada la guerra se convirtió en profesor, enseñando mineralogía en Tomsk. En 1920 se le ofrece un trabajo en el Museo de Mineralogía de San Petersburgo.
En 1927 lideró la primera expedición soviética a investigar el evento de Tunguska, el gran evento impacto recordado en la historia ocurrido el 30 de junio de 1908 (116 años). Hizo un gran reconocimiento del lugar y entrevistó a testigos locales. El circuló por el lugar donde los árboles fueron derribados con las raíces hacia el centro. Como sea no encontró rastros del supuesto meteorito del impacto.
Durante la Segunda Guerra Mundial luchó otra vez por su país, esta vez como miembro de una milicia paramilitar. Fue capturado por el Ejército Alemán y murió en un campo de prisioneros de guerra a causa de tifus.

## Honores

### Eponimia
- asteroide (2794) Kulik
- (cráter lunar) astroblema Kulik